# Князья тарусские
Тарусские (Торусские) — русский княжеский род, традиционно считающийся ветвью Черниговских князей. Основан тарусским князем Юрием, который в родословных указывался сыном черниговского князя Михаила Всеволодовича. Согласно новым исследованиям и исходя из дат деятельности его потомков — тарусский князь Юрий жил в 1-й половине XIV века и не мог приходиться Михаилу сыном. Род внесён в Бархатную книгу.

## Юрий Тарусский. Происхождение Оболенских
Согласно родословным Юрий назван «князем торусским» и показан одним из сыновей черниговского князя Михаила Всеволодовича, убитого в 1246 году в Золотой орде. Однако уже в XIX веке исследователи, сравнивая родословные потомков Юрия, отмечали хронологические несоответствия (Юрий, один из вероятных сыновей которого погиб во второй половине XIV века, не мог быть сыном жившего на век ранее Михаила Всеволодовича Черниговского). Также на несоответствие родословных летописным сведениям обратил внимание Н. Баумгартен, который посчитал, что все родословия, выводящие происхождение Черниговских князей к Михаилу Всеволодовичу, ошибка или «подлог» составителей родословий.
В летописях у Михаила Всеволодовича Черниговского упоминается только один сын Ростислав. Согласно исследованиям М. Е. Бычковой первая редакция родословных книг (так называемая Летописная редакция) была составлена в начале XVI века. Юрий Тарусский по летописям не известен, его отчество в ранних источниках не упоминается. В родословии Оболенских, составленном Дионисием Звенигородским, было указано, что «Юрьи Тарусский и Оболенский, а у Костянтина Иван Торусский, а у Ивана Костянтин же Оболенский, его ж убил Олгирд в Оболенсце, егда к Москве приходил безвестно, в лето 6876». Однако уже в следующей редакции, близкой к Государеву родословцу, между Юрием Торусским и Константином Оболенским, убитым в 1368 году, было убрано 2 поколения. Так, в родословии князей Щербатовых было сказано: «у князя Юрьи Торуского 3 сынъ князь Костянтинъ Оболенской, котораго убилъ Олгердъ». В летописном своде 1408 года сказано, что литовский князь Ольгерд в 1368 году «оуби князя Костянтина Юрьевича Оболеньскаго». По мнению историка Р. А. Беспалова, эти сообщения свидетельствуют в пользу того, что Юрий Тарусский жил в 1-й половине XIV века.
Возможно, что Юрий родился в конце XIII века, однако он не мог быть сыном Михаила Всеволодовича Черниговского, убитого в 1246 году. По мнению Р. А. Беспалова ряд родов при составлении родословных в начале XVI века просто приписали в качестве родоначальника Михаила, канонизированного православной церковью.

## Происхождение Мезецких
Ещё одним сыном Юрия был Всеволод Орехва.
На основании того, что Мещовск был получен Всеволодовичами только от Витовта литовского, Войтович Л. В. полагает, что Дмитрий был старшим братом Андрея и был тарусским. Однако Беспалов Р. А. на основании первоисточников о местоположении Устья и династической идентификации князей Мезецких отождествил Всеволода Орехву с Всеволодом Устивским, традиционно считающимся сыном Семёна Михайловича глуховского, и определил их первоначальные (до получения Мещовска) уделы как Гдырев и Устье.

## Происхождение Конинских, Спажских, Волконских
Другие исследователи, признавая хронологическую несостоятельность версии родословных, тем не менее реконструируют родословное древо таким образом, чтобы тарусские князья конца XIV века всё же были потомками Михаила Черниговского. При этот например Зотов Р. В. считает Константина Оболенского сыном Ивана Константиновича и при этом родным братом Фёдора и Мстислава тарусских, участников Куликовской битвы (1380), отцом которых по родословным был Иван Юрьевич Толстая Голова, в существовании которого существуют наибольшие сомнения. А составители БРЭ, также считая Константина, Фёдора и Мстислава родными братьями, отталкиваются от отчества «Юрьевич», реконструируя фигуру Юрия Ивановича, сына того же Ивана Толстой Головы. В Елецком и Северском синодиках Фёдор, погибший на Куликовом поле, значится сыном Андрея Звенигородского.
В Воскресенской летописи участник Куликовской битвы Мстислав Тарусский назван Иваном-Мстиславом тарусским. Одновременно в числе командующих сторожевым полком упоминаются Семён Константинович Оболенский и его брат Иван Тарусский, под которым подразумевается  Иван Константинович Оболенский, участник осады Твери (1375). Последний, однако, не упоминается составителями БРЭ с связи с событиями 1380 года.
Согласно родословным, после смерти Юрия княжество Тарусское раздробилось на несколько уделов, которые получили сыновья Юрия. При этом в XIV веке тарусскими князьями называются представители разных ветвей рода. Семён, названный князем Конинским и Тарусским, считается родоначальником Конинских и Спажских князей, а Иван Юрьевич Толстая Голова считается родоначальником князей Волконских. Однако, в родословной росписи Волконских, поданной в 1686 году, внуки Ивана Юрьевича Константин, Иван и Фёдор названы Конинскими. Про них сообщается, что они «пришли жить на Волкону и с того времени начали зватися Волконские». Безносюк С. Н. считает Фёдора и Мстислава Семёновичами, внуками Юрия и племянниками Константина, хотя в Бархатной книге упоминается, что потомки Семёна «захудали и извелись от войн татарских».

## Генетические исследования
Инициированные научным редактором журнала «Русский Newsweek» Н. Г. Максимовым генетические исследования впоследствии подтвердили, что современные представители тарусской ветви потомков Михаила Всеволодовича по мужской линии не происходят от того же предка, что и Мономашичи. У принявших участие в исследовании князей Барятинского, Волконского и Оболенского, в отличие от Мономашичей и некоторых иных Рюриковичей, выявлена гаплогруппа R1a1. При этом общий по мужской линии предок всех трёх князей жил в первой трети XIII века, то есть это мог быть как сам Михаил Всеволодович, так и неизвестный по летописным источникам Юрий Тарусский (в позднейших родословцах назван его младшим сыном). У большинства других принявших участие в исследовании Рюриковичей (включая также относимого к тарусской ветви князя Мышецкого) выявлена гаплогруппа N1c1.
Первоначально возник соблазн списать неожиданный результат исследования на неверность жён одного из первых Ольговичей. Однако общее происхождение по мужской линии черниговских князей (Ольговичей) с Мономашичами впоследствии было подтверждено результатами исследования князя Мосальского (Польша) — представителя карачевской ветви черниговских князей. Как выяснилось, он не только принадлежит к числу Рюриковичей гаплогруппы N1c1, но и имеет с Мономашичами общего по мужской линии генетического предка, родившегося приблизительно в конце X — начале XI века. Эти данные соответствуют историческим сведениям о происхождении Ольговичей и Мономашичей от разных сыновей Ярослава Мудрого — Святослава и Всеволода.

## Происхождение тарусских и оболенских князей XIV—XV веков

### Версия родословных
- Юрий Тарусский
  - Всеволод Юрьевич Орехва
    - Андрей Всеволодович Шутиха Мезецкий (уп.1422), Мезецкие
      - Александр Андреевич, Барятинские

  - Семён Юрьевич (князь тарусский)
    - Дмитрий Семёнович (князь тарусский) (уп.1401/2), Конинские и Спажские

  - Михаил Юрьевич, Мышецкие
  - Иван Юрьевич Толстая Голова
    - Фёдор (князь тарусский), Конинские, Волконские
    - Мстислав (князь тарусский) Спажские

  - Константин (князь оболенский)? (уб. 1368), Оболенские (с многочисленными разветвлениями), Долгоруковы, Щербатовы и Тростенские
    - Иван
      - Константин (князь оболенский)? (уб. 1368)

### Версия Зотова Р. В.
- Юрий Тарусский
  - Всеволод Юрьевич Орехва
    - Всеволод
      - Андрей Всеволодович Шутиха Мезецкий (уп.1422)

  - Семён Юрьевич (князь тарусский)
    -  ?
      -  ?
        - Дмитрий Семёнович (князь тарусский) (уп.1401/2)

  - Константин Юрьевич
    - Иван Константинович
      - Константин (князь оболенский) (уб. 1368)
      - Фёдор (князь тарусский)
      - Мстислав (князь тарусский)

### ВерсияБРЭ
- Юрий Тарусский
  - Иван Юрьевич Толстая Голова
    - Юрий Иванович
      - Константин (князь оболенский) (уб. 1368)
      - Фёдор (князь тарусский)
      - Мстислав (князь тарусский)

### Версия Безносюка С Н.
- Юрий Тарусский
  - Всеволод Юрьевич Орехва
    - Андрей Всеволодович Шутиха Мезецкий (уп.1422)

  - Семён Юрьевич (князь тарусский)
    - Дмитрий Семёнович (князь тарусский) (уп.1401/2)
    - Фёдор (князь тарусский)
    - Мстислав (князь тарусский)

  - Константин (князь оболенский) (уб. 1368)